# Ланкър
Ланкър е измислена страна в книгите от поредицата „Светът на Диска“ на британския писател Тери Пратчет. Разположена е в планините Овнерог, на около 500 мили от Главината по посока на Анкх-Морпорк. То е най-известното от стотици дребни кралства в планините Овнерог, сгушени по стръмния склон, гледащ към равнините Сто.
Ланкър е базиран като концепция предимно на Северна Англия (например Ланкъ(ши)р), но напомня и повечето провинциални места в Англия и другаде. Най-силна е обаче приликата му с брулените от вятъра хълмове на Северна Англия. Съдържа елементи и от Швейцарските Алпи и Апалачите. Единственото парче равна земя в Ланкър се намира в музея – като изключим, че там има неизчерпаеми количества равна земя, само дето е разположена вертикално. Пратчет описва тази мъничка страна като „материализиран фолклор“; там е мястото, където всички легенди на нашия свят се случват реално. (Ролята на подобно място за градските легенди играе Анкх-Морпорк.)
Част от причините за това е, че планините Овнерог са основното място на заземяване на магията на Диска. Безглавите конници и ходещите дървета са нормална част от ланкърския пейзаж – както и, най-вече, вещиците. Ланкър е известен със своите вещици, особено след публикуването на „Радустта от Яденьето“ (еротична готварска книга, от „една Ланкърска Вещица“ (леля Ог). Освен това, Ланкър е входът към паразитната вселена на елфите.
Другото нещо, с което Ланкър е известен, е че младежите му го напускат и отиват да си търсят щастието на други места из Света на Диска (най-вече в Анкх-Морпорк).

## География
Повечето карти определят размерите на Ланкър на около 40 на 10 мили, но истинската му площ е неизвестна (и може би променлива) поради изкривяващия ефект на силната фонова магическа радиация. Пак поради нея, географията на някои части от Ланкър има особености, които съществуват или извън, или в добавка на традиционните измерения.
На някои места реалността може да е нагъната на дълбоки гънки. Това може да създаде илюзията, че две точки са съседни, когато те всъщност са на няколко мили разстояние, или обратното. Резултатът от това е, че Ланкър съдържа повече пейзаж, отколкото е нормално за кралство с неговите размери. (Подобен ефект се наблюдава в библиотеката на Невидимия университет, чийто диаметър е 100 метра, но радиусът ѝ е безкраен.)
Подобни места могат да бъдат открити от хора с магически усет, или от такива, които наблюдават как облаците или сенките сякаш се пречупват, когато минават през тях. Летенето над подобни области не е за вещици със слабо сърце, а ходенето през тях е изпълнено с опасности за невнимателните.
Ланкър съдържа също така неизвестен брой места, където пейзажът отразява състоянието на ума на тези, които вървят през него. Уверените в себе си пътници откриват ливади и бистри поточета на същото място и по същото време, където и когато обезкуражените се натъкват на дълбоки пропасти и бушуващи реки.
Ланкър е също така физическото място, където се намират поне два различни портала към паралелната паразитна вселена (или вселени?) на елфите. В миналото навлизанията на елфи са били чести. Преди много време обаче и двата портала са били запечатани откъм Ланкър, с изправянето на камъни от „гръмотевично желязо“ – метеоритно желязо, което е един от малкото източници на магнетизъм на Света на Диска. Хората могат да преминат през кръговете от такива камъни, но елфите – не (освен в изключителни случаи). Заради тези навлизания Ланкърският замък е бил построен прекалено голям, за да може да побере бягащите хора.

## Правителство
Ланкър е монархия. Негов крал към момента е Верънс II. Повечето хора (включително той самият) вярват, че е незаконен син на Верънс I; не може да се отрече, че е брат по бащина линия на официалния му син Томджон. Той е женен за кралица Маграт (по майка Чеснова), бивша вещица. Имат дъщеря – принцеса Есмерелда Маргарет Внимавай в Правописа Ланкърска.
Кралеубийството е често срещан (вероятно най-често срещаният) начин да станеш крал. Следва списък на някои от ланкърските монарси:
- Крал Верънс II. Явява се в различни новели от Света на Диска: „Посестрими в занаята“, „Захапи за врата“ и др.
- Крал Томджон – брат на Верънс II, абдикирал незабавно в полза на актьорското изкуство. Явява се в „Посестрими в занаята“.
- Крал Леонал Фелмет (бивш херцог) – наследил по най-често срещания начин Верънс I. Явява се в „Посестрими в занаята“.
- Крал Верънс I. Явява се в „Посестрими в занаята“.
- Крал Таргум. Споменат в „Посестрими в занаята“.
- Крал Грюневелд. Споменат в „Посестрими в занаята“.
- Кралица Гримнир Набивачката на кол (1514-1553, 1553-1557, 1557-1562, 1562-1567, 1568-1573). Вампир. Спомената в „Посестрими в занаята“ и „Захапи за врата“.
- Крал Шампо. Управлявал преди около 1000 години. Построил Ланкърския замък. Призракът му се появява в „Посестрими в занаята“.
- Крал Грюнебери Добрият (906-967). Споменат в „Посестрими в занаята“.
- Крал Муруни (709-745). Споменат в „Посестрими в занаята“.
- Кралица Бемери (670-722). Спомената в „Посестрими в занаята“.
- Крал Божке колко тежи Първи. Споменат в „Посестрими в занаята“. Жертва на Ланкърския обичай, съгласно който името на човек е каквото кръстникът му го каже при показването на хората.
- Кралица Инки. Варварска кралица, облечена в броня с шипове, от мъгливите дълбини на Ланкърската история. Всъщност никога не е съществувала, но на Света на Диска това рядко спира някого да е реален.

Главният „град“ на Ланкър е град Ланкър, благодарение на факта, че е малко по-голям от другите села, и че съдържа Ланкърския замък.
Гербът на Ланкър изобразява две мечки на фона на черно-златен щит.
- Население: 500 души.
- Вид управление: Юридически – конституционна монархия. Верънс втори е създал парламент, но повечето ланкърци смятат, че така той се опитва да прехвърли своята работа на техния гръб, и не желаят да се хванат и с нея свръх тяхната си. Иначе населението смята, че има сериозна дума в управлението на страната, тъй като по цял ден работи с големи, тежки и често остри предмети. Както казва Леля Ог, „някои уроци са толкова очевидни, че няма нужда да бъдат учени“.
- Език: Морпоркски – разпространен по Света на Диска. По любопитно съвпадение той доста прилича на съвременния английски. В по-планинските области са разпространени също джуджешки и тролски.
- Религия: Няма официална. Населението много си пада по всякакви религиозни церемонии (раждания, сватби, и изобщо всичко, на което се яде и пие до насита), но рядко вярва в неща, които не може да види и пипне. Разбира се, в планините Овнерог ще видите купища богове, но рядко в ситуации, които биха подтикнали някого да ги почита. Ланкърци обаче имат категорично мнение как трябва да звучи религията, и то много напомня католическа или ортодоксална юдаистка служба.
- Валута: Ланкърско пени – една стотна от Анкх-Морпоркския долар. Тежи няколко килограма, което го прави не особено полезно за по-големи плащания. Тъй като обаче парите са просто средство за установяване кой на кого колко дължи, и тъй като ланкърците са достатъчно малко, за да се знаят кой кому колко дължи, или поне да знаят достатъчно, за да има за какво непрекъснато да спорят и да се карат, ланкърското пени успява да запълни твърде минималната нужда на Ланкър от пари.
- Официални празници: Прасоколеда (комбинираната версия на Нова година и Коледа в Света на Диска), Денят на Духовете, Седемгодишният празник, Дните на почерпка за душите, Овнерогските вещерски празници (съревнование на вещици), и т.н.

Повече информация може да се открие в „Туристически справочник за Ланкър“ от Тери Пратчет, Стивън Бригс и Пол Кидби.